# (26714) 2001 GL1
2001 جي أل 1 (ويعرف أيضًا باسم (26714) 2001 جي أل 1 وفق تسمية الكوكب الصغير) (بالإنجليزية: 2001 GL1)‏ هو كويكب ضمن حزام الكويكبات؛ وترتيبه 26714 من حيث الاكتشاف.
اكتُشف هذا الجُرم الفلكي بواسطة بحث لنكولن عن الكويكبات القريبة من الأرض في 13 أبريل 2001.

## وصلات خارجية
- (26714) 2001 GL1 في قاعدة بيانات مختبر الدفع النفاث لأجرام النظام الشمسي الصغيرة

- الاكتشاف · مخطط المدار ·  العناصر المدارية · المعلمات المادية

- (26714) 2001 GL1 على موقع ويكي سكاي: DSS2, SDSS, GALEX, IRAS, Hydrogen α, X-Ray, Astrophoto, Sky Map, Articles and images